# Aechmanthera
Aechmanthera es un género de plantas con flores perteneciente a la familia Acanthaceae. El género tiene tres especies de plantas herbáceas nativas del Himalaya.

## Taxonomía
El género fue descrito por Christian Gottfried Daniel Nees von Esenbeck y publicado en Plantae Asiaticae Rariores 3: 75, 87. 1832. La especie tipo es: Aechmanthera tomentosa Nees. 

## Distribución
Un género con 3 especies, limitado a las montañas del Himalaya de Pakistán, India, Nepal y China. Representado por una especie nativa en Pakistán.

## Descripción
Arbustos pequeños y villosos con hojas anchamente elípticas, rugosas, crenadas, agudas y viscosas. 
Flores de color violeta pálido o violáceo, en racimos sésiles, congestionados o laxamente sostenidas sobre panículas tricotómicas o monocasiales; brácteas linear-oblongas, tan largas como el cáliz; bractéolas similares a las brácteas pero más cortas. Cáliz pentalobado, lóbulos ± iguales, linear, piloso. Tubo de la corola ventricoso, glabro por fuera, limbo pentalobado subigualmente, lóbulos obtusos, retorcidos. Estambres 4, todos fértiles, incluidos; anteras ovadas u oblongas, bitecas, basalmente múticas, conectivas apiculadas o no. Ovario bilocular, piloso en la parte superior, cada lóculo 4-6ovulado; estilo gradualmente engrosado hacia arriba, piloso, estigma linear-lanceolado. Cápsula linear-oblonga, con 6-8 (aproximadamente 12) semillas. Semillas discoides, pilosas o glabras, sobre retináculos ganchudos.

## Especies deAechmanthera
- Aechmanthera claudiae
- Aechmanthera gossypina
- Aechmanthera leiosperma